# طرح اسکان عشایر (روستا)
طرح اسکان عشایر، روستایی در دهستان مسافرآباد بخش رودخانه شهرستان رودان در استان هرمزگان ایران است.

## جمعیت
بر پایه سرشماری عمومی نفوس و مسکن در سال ۱۳۹۵، جمعیت این روستا برابر با ۱۰۴ نفر (۳۵ خانوار) بوده‌است.